# Andainville
Andainville – miejscowość i gmina we Francji, w regionie Hauts-de-France, w departamencie Somma.
Według danych na rok 2011 gminę zamieszkiwało 288 osób, a gęstość zaludnienia wynosiła 27 osób/km² (wśród 2293 gmin Pikardii Andainville plasuje się na 787. miejscu pod względem liczby ludności, natomiast pod względem powierzchni na miejscu 571.).